# Perła (województwo małopolskie)
Perła – wieś w Polsce położona w województwie małopolskim, w powiecie brzeskim, w gminie Dębno.
W latach 1975–1998 miejscowość administracyjnie należała do województwa tarnowskiego. Integralna część miejscowości: Borek.
Miejscowość położona jest na południowych krańcach Kotliny Sandomierskiej. Przez wschodnie krańce wsi przepływa rzeka Kisielina.